# 京兆尹 (陝西省)
京兆尹（けいちょういん）は、中国の前漢から後漢時代に置かれた行政区画である。他地方の郡に相当する。現在の中華人民共和国陝西省の一部を占める。京兆尹は当該行政区画を監督する官名でもある。

## 歴史
秦代における内史を前身とする。
前漢が成立すると高祖元年（前206年）に塞国を置いた。翌年渭南郡と改称したが、高祖9年（前198年）に再び内史の管轄とされた。建元6年（前135年）に内史が左右に分割された際に右内史の管轄とされ、太初元年（前104年）に京兆尹と改称された。前漢の都城である長安付近の県を管轄し、隣接する左馮翊・右扶風とともに三輔と呼ばれて重視された。
新の天鳳2年（15年）4月、京兆尹を含めた三輔が廃止になり、三輔の地は1郡が10県を擁する6郡に分けられた。23年に新が滅亡すると、この変更は取り消された。
後漢にも変更はなかったが、都城が洛陽に置かれたため、重要性は下がった。さらに、三国時代の魏になると京兆郡と改められた。
元始元年（1年）時点では県数12、戸数195,702、人口682,468（『漢書』地理志）、永和5年（140年）時点では県数10、戸数208,486、人口1,010,827（『後漢書』地理志）であった。

## 京兆尹の管轄県変遷
| 前漢 12県      | 新朝 12県      | 後漢 10県      |
| -------------- | -------------- | -------------- |
| 長安県         | 常安県         | 長安県         |
| 新豊県         |                |                |
| 船司空県       | 船利県         | -              |
| 藍田県         |                |                |
| 鄭県           |                |                |
| 芷陽県→覇陵県  | 水章県         | 覇陵県         |
| 杜県→杜陵県    | 饒安県         | 杜陵県         |
| 下邽県         |                |                |
| 南陵県         | -              | -              |
| 奉明県         | -              | -              |
| （左馮翊管轄） | （左馮翊管轄） | 長陵県         |
| （左馮翊管轄） | （左馮翊管轄） | 陽陵県         |
| 胡県→湖県      | 胡県→湖県      | （弘農郡管轄） |
| 華陰県         | 華壇県         | （弘農郡管轄） |
| （弘農郡管轄） | （弘農郡管轄） | 商県           |
| （弘農郡管轄） | （弘農郡管轄） | 上雒侯国       |